# Immanuel Johann Gerhard Scheller
Immanuel Johann Gerhard Scheller (Ihlow, 22 marzo 1735 – Brieg, 22 marzo 1803) è stato un lessicografo, latinista e filologo classico tedesco.

## Biografia
Dal 1757 studiò teologia e filologia classica all'Università di Lipsia e, dopo la laurea, iniziò a lavorare come rettore presso il liceo di Lübben (1861). Nel 1871, su suggerimento di Karl Abraham Zedlitz, si trasferì a Brieg come professore e rettore della scuola reale di grammatica. Vi rimase fino alla sua morte nel 1803.
È ricordato per il suo importante lavoro nella lessicografia in diversi dizionari latini. Nel 1783 pubblicò un dizionario latino-tedesco dettagliato in due volumi; la sua seconda edizione nel 1788 fu estesa in tre volumi, e la terza edizione, pubblicata un anno dopo la sua morte (1804). Nel 1792 pubblicò Handlexicon.

## Opere
- Kleines lateinisches Wörterbuch worin die bekanntesten Wörter verzeichnet, etc. 1779.
- Ausführliches und möglichst vollständiges deutsch-lateinisches Lexicon oder Wörterbuch, (2 edi., 1788).
- Lateinisch-deutsches und deutsch-lateinisches Handlexicon, 1792.
- "Lexicon totius latinitatis : a dictionary of the Latin language", 1835 di Joseph Esmond Riddle, traduzione in inglese Imman. Joh. Gerhard Schellers ausführliches und möglichst vollständiges lateinisch-deutsches Lexicon oder Wörterbuch.[4]